# 拉蒂尔比
拉蒂尔比（法語：La Turbie，法語發音：[la tyʁbi]）是法国滨海阿尔卑斯省的一个市镇，位于该省东南部，属于尼斯区。

## 地理
拉蒂尔比（43°44'44"N, 7°24'3"E）面积7.42 平方千米，位于法国普罗旺斯-阿尔卑斯-蓝色海岸大区滨海阿尔卑斯省，该省份为法国东南部沿海省份，南濒地中海，西南至瓦尔省，西北接上普罗旺斯阿尔卑斯省，北部和东部与意大利接壤。
与拉蒂尔比接壤的市镇（或旧市镇、城区）包括：博索莱伊、卡普达伊、埃兹、佩耶、拉特里尼泰、摩纳哥市镇。

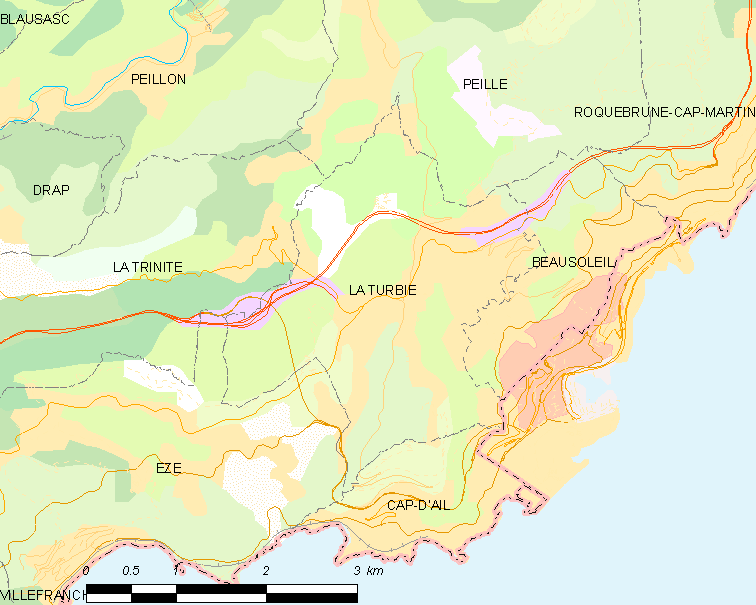
拉蒂尔比的OSM定位图

拉蒂尔比的时区为UTC+01:00、UTC+02:00（夏令时）。

## 行政
拉蒂尔比的邮政编码为06320，INSEE市镇编码为06150。

## 政治
拉蒂尔比所属的省级选区为博索莱伊县。

## 人口

1962-2008年间拉蒂尔比人口变化图示

拉蒂尔比于2022年1月1日时的人口数量为3012人。